# Zotalemimon vitalisi
Zotalemimon vitalisi là một loài bọ cánh cứng trong họ Cerambycidae.